# Derrik Smits
Derrik Adrianus Edward Smits (* 6. September 1996 in Zionsville, Vereinigte Staaten) ist ein US-amerikanisch-niederländischer Basketballspieler.

## Laufbahn
Der Sohn von Rik Smits wuchs in Zionsville im US-Bundesstaat Indiana auf und spielte Basketball an der Zionsville High School. Der 2,18 Meter große Innenspieler wechselte 2015 an die Valparaiso University, verpasste aber die Saison 2015/16 wegen einer Knöcheloperation. Von 2016 bis 2019 bestritt er 97 Spiele für die Hochschulmannschaft. In seiner besten Saison kam Smits 2017/18 auf 12,2 Punkte und 5,7 Rebounds pro Begegnung. Er studierte Kommunikationswissenschaft und spielte nach seinem Hochschulabschluss an der Valparaiso University noch eine Saison für die Mannschaft der Butler University. Butlers Heimspiele hatte Smits regelmäßig als Jugendlicher besucht. Smits kam im Spieljahr 2019/20 in 17 Partien für Butler zum Einsatz und erzielte 3,1 Punkte und 1,7 Rebounds je Begegnung.
Smits nahm im Sommer 2020 ein Angebot des spanischen Zweitligisten Real Valladolid Baloncesto an. In fünf Partien verbuchte Smits 1,6 Punkte und 1,2 Rebounds pro Begegnung. Mitte November 2020 verließ er die Mannschaft aus persönlichen Gründen.

### Nationalmannschaft
2018 spielte Smits, der laut eigener Aussage kaum Niederländisch spricht und sich sowohl als Amerikaner als auch als Niederländer fühlt, für die B-Nationalmannschaft der Niederlande.